# Alpy Górnej Prowansji
Alpy Górnej Prowansji (fr. Alpes-de-Haute-Provence, wymowaⓘ) – francuski departament, położony w regionie Prowansja-Alpy-Lazurowe Wybrzeże. Utworzony został podczas rewolucji francuskiej 4 marca 1790. Departament oznaczony jest liczbą 04.
Według danych na rok 2010 liczba zamieszkującej departament ludności wynosi 160 149 os. (23 os./km²); powierzchnia departamentu to 6925 km². Ośrodkiem administracyjnym (prefekturą) departamentu jest Digne-les-Bains, a największym miastem – Manosque.
W 2023 roku w skład departamentu wchodziło 198 gmin (lista).

## Miejscowości
Największe miejscowości departamentu (w nawiasach liczba ludności w 2021 roku):

- Manosque (22 926)
- Digne-les-Bains (17 192)
- Sisteron (7699)
- Oraison (5981)
- Forcalquier (5118)
- Château-Arnoux-Saint-Auban (5082)
- Villeneuve (4355)
- Pierrevert (3941)
- Les Mées (3884)
- Sainte-Tulle (3489)
- Volx (3219)
- Valensole (3155)
- Gréoux-les-Bains (2939)
- Peyruis (2804)
- Barcelonnette (2539)
- Malijai (2002)
- Reillanne (1713)
- Riez (1643)
- Volonne (1638)
- Peipin (1480)
- Castellane (1456)
- Aiglun (1413)
- L’Escale (1377)
- Mane (1369)
- Seyne (1366)
- Saint-Étienne-les-Orgues (1305)
- Corbières-en-Provence (1254)
- Saint-Michel-l’Observatoire (1226)